# Daan Klomp
Daan Klomp (Leiderdorp, 10 augustus 1998) is een Nederlands voetballer die doorgaans als centrale verdediger speelt.

## Carrière
Daan Klomp speelde in de jeugd van VV Bevelanders, JVOZ en NAC Breda. In 2017 sloot hij aan bij de eerste selectie van NAC Breda, waar hij enkele wedstrijden op de bank zat. Vanaf eind augustus 2017 was Klomp op huurbasis actief bij FC Oss. Hier debuteerde hij in het betaald voetbal op 8 september 2017, in de met 3-1 gewonnen thuiswedstrijd tegen FC Dordrecht. Hij speelde slechts vijf wedstrijden voor FC Oss, en halverwege het seizoen keerde hij terug bij NAC Breda. Hij debuteerde het seizoen er na voor NAC, in de met 2–0 verloren bekerwedstrijd tegen RKC Waalwijk. 
In 2019 werd Klomp voor één seizoen verhuurd aan Helmond Sport. Hij startte de eerste competitiewedstrijd tegen FC Volendam direct in de basis. Hij speelde in totaal twintig wedstrijden voor Helmond, voor zijn contract bij NAC Breda in juni 2020 afliep.
In januari 2021 ging Klomp naar Canada waar hij voor Cavalry FC in de Canadian Premier League ging spelen. Met de club werd hij in 2023 tweede en won hij in 2024 de Canadian Premier League. In februari 2025 ging hij naar het Belgische RAAL La Louvière, uitkomend in de Eerste klasse B.

### Statistieken
| Seizoen                       | Club           | Land           | Competitie     | Competitie | Competitie | Beker | Beker | Totaal | Totaal |
| Seizoen                       | Club           | Land           | Competitie     | Wed.       | Dlp.       | Wed.  | Dlp.  | Wed.   | Dlp.   |
| ----------------------------- | -------------- | -------------- | -------------- | ---------- | ---------- | ----- | ----- | ------ | ------ |
| 2017/18                       | NAC Breda      | Nederland      | Eredivisie     | 0          | 0          | 0     | 0     | 0      | 0      |
| 2017/18                       | → FC Oss       | Nederland      | Eerste divisie | 4          | 0          | 1     | 0     | 5      | 0      |
| 2018/19                       | NAC Breda      | Nederland      | Eredivisie     | 9          | 0          | 1     | 0     | 10     | 0      |
| 2019/20                       | Helmond Sport  | Nederland      | Eerste divisie | 20         | 0          | 0     | 0     | 20     | 0      |
| Carrièretotaal                | Carrièretotaal | Carrièretotaal | Carrièretotaal | 33         | 0          | 2     | 0     | 35     | 0      |
| Bijgewerkt op 20 januari 2021 |                |                |                |            |            |       |       |        |        |